# Бодх-Гая
Бодх-Гая или Бодхгая — небольшой город в штате Бихар, в Индии, расположенный в месте, где Будда достиг Просветления. Бодх-Гая знаменита храмовым комплексом, к которому стекаются многочисленные паломники со всех стран мира. Бодх-Гая находится в 96 километрах от Патны. Наибольшую значимость имеет храм Махабодхи с алмазным троном (Ваджрасана) и примыкающее к храму святое дерево Бодхи (24°41′45″ с. ш. 84°59′28″ в. д.). Это дерево было выращено из семени дерева Джайя Шри Маха Бодхи на Шри-Ланке, которое, в свою очередь, произошло от оригинального дерева Махабодхи, под которым Будда нашёл Просветление.
Для буддистов Бодх-Гая — наиболее важный из четырёх центров паломничества, связанных с жизнью Будды, к которым относятся также Кушинагар, Лумбини и Сарнатх. В 2002 году храм Махабодхи получил статус охраняемых объектов Всемирного Наследия ЮНЕСКО.

## История
В соответствии с буддийской традицией, около 500 до н. э. принц Гаутама Сиддхартха, странствующий как монах, достиг берегов реки Фалгу около города Гая. Там он расположился для медитации под деревом Бодхи (фикус священный). После трёх дней и трёх ночей медитации он добился просветления, и нашёл ответы на все вопросы, которые у него были. После этого он провёл семь недель в медитациях, закрепляя свой опыт просветления. Далее он направился в Сарнатх, где стал обучать буддизму.
Его ученики стали регулярно посещать место, где он достиг просветления, в полнолуния месяца Весак (апрель-май) индуистского календаря. Позднее это место получило название Бодх-Гая.
История Бодх-Гаи зафиксирована во многих документах и надписях, в частности в рассказах китайских паломников Фасяня (V век) и Сюаньцзана (VII век). Здесь был центр буддийской цивилизации вплоть до исламского вторжения тюркской армии в XIII веке.

## Храм Махабодхи
Считается, что через 250 лет после Просветления Будды царь Ашока посетил Бодх-Гаю и основал храм Махабодхи.
Некоторые историки полагают, что храм был построен или перестроен во времена Кушанского царства в I веке. Когда буддизм в Индии пришёл в упадок, храм был покинут и забыт, погребённый под толстым слоем почвы и песка.
Храм был реставрирован и восстановлен Сэром Александром Каннингемом в XIX веке в рамках деятельности Британского Археологического Общества. С 1883 года А. Каннингем, Дж. Д. Беглар и д-р Раджендралал Миитра проводили многолетние тщательные раскопки. В результате храм был восстановлен в прежнем виде.

## Другие храмы и памятные места
В черте Бодхгаи сгруппированы монастыри и духовные буддийские миссии разных стран. Свои представительства имеют буддийские общины Бутана, Тайваня, Японии, Бирмы, Непала, Сиккима, Шри-Ланки, Таиланда, Вьетнама, Монголии, разные школы тибетского буддизма. Каждый из таких храмов построен с соблюдением национальных архитектурных традиций, в окружении парков.
Неподалёку от храма Махабодхи расположена Площадь Калачакры (Kalachakra Maidan), известная как место проведения ежегодных Учений Его Святейшества Далай-ламы XIV. Учения проводятся обычно в начале января и собирают тысячи паломников из разных стран.